# Piezodorus
Piezodorus is een geslacht van wantsen uit de familie schildwantsen (Pentatomidae). Het geslacht werd voor het eerst wetenschappelijk beschreven door Franz Xaver Fieber in 1860.

## Soorten
Het genus bevat de volgende soorten:

- Piezodorus bequaerti Schouteden, 1913
- Piezodorus flavulus (Germar, 1837)
- Piezodorus guildinii (Westwood, 1837)
- Piezodorus hessei Leston, 1953
- Piezodorus hybneri (Gmelin, 1790)
- Piezodorus inexpertus (Walker, 1867)
- Piezodorus lituratus (Fabricius, 1794)
- Piezodorus oceanicus (Montrouzier, 1864)
- Piezodorus punctipes Puton, 1889
- Piezodorus punctiventris (Dallas, 1851)
- Piezodorus purus (Stål, 1853)
- Piezodorus rubrofasciatus (Fabricius, 1787)
- Piezodorus teretipes (Stål, 1865)